# Del Shannon
Del Shannon, vlastním jménem Charles Weedon Westover, (30. prosince 1934 – 8. února 1990) byl americký zpěvák. V roce 1954 vstoupil do armády a sloužil v Německu, kde hrál na kytaru v kapele The Cool Flames. Po návratu do USA pracoval jako prodavač koberců a řidič nákladního vozu. Rovněž působil ve skupině The Moonlight Ramblers, která později změnila název na Big Little Show Band. V roce 1961 vydal sólový singl „Runaway“, který se dostal na čelo hitparády Billboard Hot 100. Později vydal řadu dalších singlů a také několik dlouhohrajících desek. Jeho poslední album Rock On! vyšlo posmrtně v roce 1991. Produkovali jej Jeff Lynne a Mike Campbell a podíleli se na něm mimo jiné Tom Petty a Benmont Tench. V roce 1999 byl uveden do Rokenrolové síně slávy.